# Triclistus mimerastriae
Triclistus mimerastriae är en stekelart som beskrevs av Kusigemati 1971. Triclistus mimerastriae ingår i släktet Triclistus och familjen brokparasitsteklar. Inga underarter finns listade i Catalogue of Life.